# Мейива, Сензо
Сензо Роберт Мейива (африк. Senzo Robert Meyiwa; 24 сентября 1987 — 26 октября 2014) — южноафриканский футболист, который играл на позиции вратаря за сборную ЮАР и за «Орландо Пайретс» в Премьер-лиге ЮАР.

## Карьера
На молодёжном уровне играл за «Лондон Космос» и «Орландо Пайретс». Начиная с 2005 года, он числился в первой команде «Пайретс» и дебютировал в сезоне 2006/07. С «Орландо Пайретс» Мейива дважды выиграл чемпионат ЮАР: в 2011 и 2012 годах.
Мейива дебютировал в сборной Южной Африки 2 июня 2013 года в выездном матче против Лесото, который закончился победой со счётом 2:0. Тренер Гордон Айгесунд включил его в заявку на Кубок африканских наций 2013, но Мейива на турнире так и не сыграл. Он провёл три матча в рамках квалификации к Кубку африканских наций 2015, последний из них против Конго, завершившийся безголевой ничьей.

## Смерть и память
26 октября 2014 года, полиция сообщила, что Мейива был застрелен в своём доме в посёлке Вослурус. Около 20:00 по местному времени трое грабителей подошли к дому, двое вошли внутрь и после словесной перепалки застрелили Мейиву на глазах его подруги Келли Кумалы, в это время третий мужчина ожидал их снаружи. После убийства все трое подозреваемых бежали с места преступления. Смерть Мейивы была констатирована по прибытии в больницу Йоханнесбурга.
В знак уважения к Мейиве было отложено дерби Соуэто между «Кайзер Чифс» и «Орландо Пайретс», которое должно было состояться 1 ноября 2014 года. Президент Южной Африки, Джейкоб Зума, также оплакивал потерю Мейивы и призвал найти его убийц. Президент ФИФА, Зепп Блаттер, высказал через «Twitter» свои соболезнования, назвав смерть Мейивы «бессмысленной, трагической потерей». Капитаны сборной ЮАР по крикету, Хашим Амла и АБ де Вилье, также выразили свои соболезнования. Капитан сборной Испании, Икер Касильяс, выложил в «Instagram» фото Мейивы с реаловской футболкой испанца, Мейива получил её в подарок, когда Испания играла против Южной Африки в товарищеском матче.
После смерти Мейива был назван «одним из лучших вратарей в Африке». Товарищи по команде говорили, что чувствуют «шок и опустошение» в связи с его смертью. В его честь сборная ЮАР перенесла место проведения своего следующего матча в Дурбан, родной город Мейивы. Он был посмертно номинирован на премию Африканский футболист года. Южноафриканская футбольная ассоциация объявила о планах отлить из старых пушек статую Мейивы.
Полиция объявила вознаграждение в размере 250000 рандов за информацию об убийцах. 31 октября 2014 года подозреваемый в убийстве, Занокухле Мбата, был доставлен в суд. Повторное слушание назначили на 11 ноября 2014 года, в ходе которого подозреваемый был освобождён.
Церемония прощания с Мейивой состоялась на стадионе «Мозес Мабида», к гробу Мейивы был приставлен почётный караул. Тело провезли от его дома в Умлази до стадиона, он был похоронен на кладбище «Акр героя» в Честервилле.

## Возраст
В ноябре 2014 года появились сообщения, что Мейива, по-видимому, на протяжении всей профессиональной карьеры подавал ложные данные о своём возрасте. Если верить школьному реестру, он родился в 1984 году, и, следовательно, на момент смерти ему было 30 лет, а не 27.